# Heyersdorf
Heyersdorf är en kommun och ort i Landkreis Altenburger Land i förbundslandet Thüringen i Tyskland.
Kommunen ingår i förvaltningsområdet Gößnit tillsammans med kommunerna Gößnitz och Ponitz.